# Woodbury (contea di Blair)
Woodbury  è una township degli Stati Uniti d'America, nella contea di Blair nello Stato della Pennsylvania. Secondo il censimento del 2000 la popolazione è di 1.637 abitanti.

## Società

### Evoluzione demografica
La composizione etnica vede una maggioranza di quella bianca (97,86%), seguita dagli afroamericani (1,41%) dati del 2000.
| township di Woodbury Popolazione |       |
| 2000                             | 1.637 |
| Stima al 2009                    | 1.599 |